# Олуф, граф Розенборг
Олуф, граф Розенборг (дат. Oluf Christian Carl Axel, Greve af Rosenborg; 10 марта 1923, Копенгаген — 19 декабря 1990, Копенгаген) — Датский аристократ из дома Глюксбургов. С 1948 года до своей смерти, носил титул граф Розенборг.

## Биография
Олуф родился 10 марта 1923 года. Он был пятым и младшим ребёнком Харальда Датского (1876—1949) и его жены Елены Шлезвиг-Гольштейн-Зондербург-Глюксбургской (1888—1962). Харальд был четвёртым ребёнком короля дании Фредерика VIII, правившего с 1906 по 1912 год. 
После начала Второй мировой войны, Олуф дистанцировался от своей матери, поскольку она симпатизировала нацистам. Его сестра, Каролина Матильда была женой Кнуда Датского, кронпринца Дании с 1947 по 1953 год.
Поскольку он женился на простолюдинке в 1948 году, ему пришлось отказаться от титула принца и своего места в линии наследования датского престола. После свадьбы, Олуф получил титул графа Розенборг.
Он служил в Военно-Воздушных Силах Дании, в звании офицера, до 1975 года. В последние два года своей жизни он был кавалером Датского ордена.
Скончался 19 декабря 1990 года. Он был похоронен в Соборе Роскилле.

## Брак и дети
Первый раз Олуф женился на Доррит Пуггаард-Мюллер (1926—2013), 13 января 1948 года. Супруги развелись в 1977 году. У них родилось двое детей:
- Ульрик, граф Розенборг (род. 17 декабря 1950), в 1981 году женился на Туве Вайгнер Ларсен (1950—2010). Овдовел в 2010 году. В 2012 году женился на Джудит Марлен Сэндвик (род. 1964). Имеет двух детей от первого брака:
  - Катарина, графиня Розенборг (род. 1 мая 1981), не замужем, имеет двух внебрачных детей.[6]
  - Филипп, граф Розенборг (род. 8 мая 1986), не женат, бездетен.
- Шарлотта, графиня Розенборг (род. 11 апреля 1953), в 1977 году вышла замуж за Йенса Филиппсена (род. 1954). Супруги развелись в 1979 году, не имея детей. В 1981 году вышла замуж за Торбена Гильденфельдт-Вульфа (род. 1954). У них родилось двое детей:
  - Йоханн Гильденфельдт-Вульф (род. 17 июля 1980), не женат, бездетен.
  - Беата Гильденфельдт-Вульф (род. 17 января 1983), в 2011 году вышла замуж за Джона Пилгаард Кристенсена (род. 1983). У них родились две дочери.

В 1982 году Олуф женился во второй раз на Лиз Вольф-Юргенсен (1935—2018). Супруги развелись в следующем году, не имея детей.

## Награды
- Орден Слона (Дания)